# Saison 13 de Camping Paradis
Chronologie
Saison 12 Saison 14
Cet article présente les épisodes de la treizième saison de la série télévisée Camping Paradis.

## Distribution

### Acteurs principaux
- Laurent Ournac : Tom Delormes, le propriétaire du camping
- Patrick Guérineau : Xavier Proteau, le barman et le responsable des sports
- Thierry Heckendorn : André Durieux, le régisseur
- Candiie : Audrey Dukor, la responsable d'accueil et de la supérette

### Acteurs secondaires
- Patrick Paroux : Christian Parizot, le vacancier grincheux
- Juliette Chêne : Stéphanie, infirmière en ville et petite-amie de Tom

## Liste des épisodes

### Épisode 1:Un cirque au paradis[1]
- Belgique : 22 août 2021 sur RTL TVI
- France : 30 août 2021 sur TF1

- France : 4,30 millions de téléspectateurs, soit 19,9 % (première diffusion)[2]

- Vincent Lagaf' : Jo
- Sophie de La Rochefoucauld : Carmen
- Marwan Berreni : Timothée
- Léa Kerel : Alice
- Delphine Braillon : Célia
- Pierre-Marie Mosconi : Joachim
- Elodie Rouprêt : Émilie
- Manon Chevallier : Tanya
- Éric Perez : Aurélien
- Marie Barrouillet : Cléo
- Marius Garnier : Nathan
- Maximilien Fussen : Waldo
- Tiago Marinho : Ado 1
- Malik Frikah : Ado 2

- C'est le deuxième épisode dans lequel un cirque est présent au camping. Il y a aussi une similarité avec le fait que la fille du personnage principal se prénomme Alice.
- Le tournage a eu lieu du 29 mars au 22 avril 2021.

### Épisode 2:Le paradis de Leela[3]
- Belgique : 17 octobre 2021 sur RTL TVI
- Suisse : 17 juin 2022 sur RTS Un
- France : 20 juin 2022 sur TF1

- France : 4,20 millions de téléspectateurs, soit 21 % (première diffusion)[4]

- Kathy Packianathan : Leela
- Aurore Delplace : Camille
- Yannick Laurent : Thomas
- Carole Richert : Suzanne
- Juliette Chêne : Stéphanie
- Manon Sachot : Charlotte
- Antoine Bordes : Alexandre
- Hamza Barramou : Hamza Barramou
- Alexandra Holzhammer : Annabelle
- Gaël Raës : Eliott
- Eliott Hirsbein : Léonard

- C'est le deuxième épisode dans lequel un prince débarque incognito au camping.
- Le tournage a eu lieu du 26 avril au 20 mai 2021.

### Épisode 3:Boxing Camping[5]
- Belgique : 9 janvier 2022 sur RTL TVI
- France : 25 avril 2022 sur TF1

- France : 3,50 millions de téléspectateurs, soit 18 % (première diffusion)[6]

- Philippe Bas : Patrick Müller
- Juliette Chêne : Stéphanie, l'infirmière
- Joséphine Charavner : Marie
- Nour Moussa : Sabri
- Edouard Berchiche : Micka
- Alexandre Achdjian : Victor
- Catherine Zavlav : Estelle

### Épisode 4:Olympiades au paradis[7]
- Belgique : 26 juin 2022 sur RTL TVI
- Suisse : 24 juin 2022 sur RTS Un
- France : 27 juin 2022 sur TF1

- France : 4,07 millions de téléspectateurs, soit 21,9 % (première diffusion)[8]

- Corinne Touzet : Martine
- Kamel Belghazi : Arthur
- Cartman : Guillaume
- Juliette Chêne : Stéphanie
- Keen'V : lui-même
- Rose Damoy : Élisa
- Virgil Amadeï : Gaspard
- Laurence Porteil : Hélène
- Capucine Malarre : Éva
- Julie Dray : Laure
- Karine Ventalon : Carole

Les Olympiades se préparent au camping, mais Tom doit gérer également l'arrivée de ses beaux parents mais sa belle-mère arrive seule. 
D'un autre côté, Hélène et Eva arrivent au camping pour que cette dernière puisse réviser mais l'arrivée de la sœur d'Hélène, Laure, remet tout en question.

### Épisode 5:Une colo au paradis[9]
- Belgique : 28 août 2022 sur RTL TVI
- Suisse : 26 août 2022 sur RTS Un
- France : 29 août 2022 sur TF1

- France : 3,67 millions de téléspectateurs, soit 18,9 % (première diffusion)[10]

- Issa Doumbia : Brice
- Diane Dassigny : Alice
- Hubert Benhamdine : Romain
- Macatche : Soufiane
- Emma Brunet : Juliette
- Oscar Majnoni d’Intignano : Zack
- Lisa Jane Rougerie : Léa
- Lilie Sussfeld : Camille
- Raphaël Roy : Ruben
- Giordano Colazzo : Mika
- Giulia Sagnier : Julie (Fillette)
- Diana Lambie-Rougier : Mrs Smith
- Jean-Luc Rehel : Père de Mika